# Distanza testa-coda

Rappresentazione del vettore testa-coda per una molecola di polimero e dei vettori congiungenti le estremità delle unità ripetitive.

In chimica macromolecolare, la distanza testa-coda per una molecola di polimero è pari al modulo del vettore testa-coda, che è a sua volta rappresentato dalla somma dei vettori congiungenti le estremità di ciascuna unità ripetitiva della catena polimerica.

## Distanza quadratica media testa-coda
La distanza testa-coda non tiene conto della grandezza del gomitolo statistico rappresentativo della molecola, ma solamente della distanza tra le sue estremità. Per tale motivo per caratterizzare un polimero si preferisce utilizzare la distanza quadratica media testa-coda <r2>, che è legata la raggio di girazione quadratico medio <s2> dalla seguente relazione:
<r2> = 6 <s2>
L'operazione di media può essere riferita ad un gruppo di più catene polimeriche presenti in un campione oppure all'insieme di conformazioni che una singola catena polimerica assume in un determinato intervallo temporale.

### Calcolo della distanza quadratica media testa-coda

#### Condizioni theta
In genere la distanza quadratica media testa-coda viene calcolata in corrispondenza delle condizioni theta (caratterizzate da una determinata coppia polimero-solvente e una determinata temperatura), in quanto in tali condizioni è possibile trascurare le interazioni a lungo raggio che avvengono tra un'unità ripetitiva e altre unità ripetitive del polimero molto distanti da essa, considerando quindi solo le interazioni a corto raggio che avvengono tra unità ripetitive adiacenti. Alle condizioni theta dobbiamo quindi tenere conto di un minore numero di fattori che influenzano il valore della distanza quadratica media testa-coda.
La distanza quadratica media testa-coda calcolata alle condizioni theta si indica con <r2>0 ed è esprimibile come:
<r2>0 = Cnl2
essendo l la distanza tra le estremità di una singola unità ripetitiva, n il numero di unità ripetitive della molecola e C una costante che dipende dalla natura del polimero.
Il valore della costante C può essere calcolato attraverso l'uso di differenti modelli, ognuno dei quali parte da ipotesi più o meno realistiche. In particolare:
- C = 1: tale valore viene calcolato assumendo che ogni unità ripetitiva (rappresentata da un segmento di lunghezza l) possa ruotare formando un angolo arbitrario con le unità ripetitive ad essa adiacenti. Tale modello viene detto "Freely jointed chain".[4]
- C = 2: tale valore viene calcolato assumendo che ogni unità ripetitiva può ruotare formando un angolo di 110° con le unità ripetitive ad essa adiacenti. Tale modello viene detto "Freely rotating chain".[5]

A partire da un modello più sofisticato (che tiene conto degli effetti della torsione che si manifestano tra due legami chimici vicini), Paul Flory ha calcolato nel caso del polietilene un valore di C pari a 6,8 (alle condizioni theta e alla temperatura di 410 K), che è in accordo con i dati sperimentali.

#### Dipendenza dal solvente e dalla temperatura
A partire dalla distanza quadratica media testa-coda calcolata alle condizioni theta <r2>0 è possibile ottenere il valore della distanza quadratica media testa-coda <r2> associata ad un generico solvente e una determinata temperatura, sfruttando la seguente relazione:
<r2> = α2 <r2>0
dove α viene detto coefficiente di espansione.

Dimensioni del gomitolo statistico per un buon solvente (a sinistra), in condizioni theta (al centro) e per un cattivo solvente (a destra).

Si possono presentare i seguenti casi:
- α < 1: condizione di cattivo solvente; il polimero si scioglie con difficoltà nel solvente, per cui il gomitolo statistico rappresentativo del polimero assume un ingombro minore rispetto alla condizioni theta, ovvero si ha un valore minore della distanza quadratica media testa-coda;
- α = 1: condizione theta
- α > 1: condizione di buon solvente; il polimero si scioglie con facilità nel solvente, per cui il gomitolo statistico rappresentativo del polimero assume un ingombro maggiore rispetto alla condizioni theta, ovvero si ha un valore più elevato della distanza quadratica media testa-coda.